# Carmen Costa
Carmelita Madriaga, connue sous son nom de scène Carmen Costa, née le 5 juillet 1920 à Trajano de Moraes et morte le 25 avril 2007 à Rio de Janeiro, est une chanteuse et compositrice brésilienne.

## Biographie
Carmelita Madriaga naît le 5 juillet 1920 à Trajano de Moraes. Dans sa carrière artistique, elle adopte le nom de scène Carmen Costa. Elle est la domestique du chanteur Francisco Alves, elle chante pour Carmen Miranda, gagne un concours de jeunes filles dans l'émission d'Ary Barroso et a même une carrière internationale.